# Amleto Giovanni Cicognani
Amleto Giovanni Cicognani, italijanski rimskokatoliški duhovnik, škof in kardinal, * 24. februar 1883, Brisighella, † 17. december 1973, Vatikan.

## Življenjepis
23. septembra 1905 je prejel duhovniško posvečenje.
17. marca 1933 je bil imenovan za naslovnega nadškofa frigijske Laodiceje in za apostolskega delegata v ZDA; 23. decembra istega leta je prejel škofovsko posvečenje.
15. decembra 1958 je bil povzdignjen v kardinala in imenovan za kardinal-duhovnika S. Clemente.
14. novembra 1959 je bil imenovan za tajnika Kongregacije za orientalske cerkve, 12. avgusta 1961 za državnega tajnika Rimske kurije, 23. maja 1962 za kardinal-škofa Frascatija in 7. maja 1968 za predsednik Administracije dediščine Apostolskega sedeža; s položaja državnega tajnika in predsednika administracije se je upokojil 30. aprila 1969.
24. marca 1972 je bil imenovan za kardinal-škofa Ostie in potrjen za dekana Kolegija kardinalov.